# Huaifloden
Huai är en flod i Kina, ungefär mitt emellan Gula floden och Yangtzefloden. Liksom dessa rinner den från väster till öster. Den flyter dock inte hela vägen ut till havet, utan är idag en biflod till Yangtze. Dess nedre lopp gör den mycket sårbar för översvämning. Floden anses jämte Yangtze  vara en skiljelinje  mellan norra och södra Kina. Den har en längd på 1.078 kilometer och ett avrinningsområde på 174.000 kvadratkilometer.
Viktiga bifloder till Huaifloden är Hongfloden, Yingfloden, Guofloden och Huifloden.

## Lopp

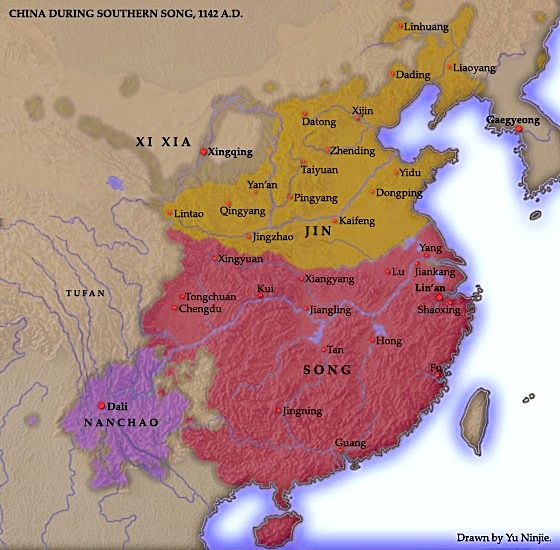
Huaifloden har ofta fått markera gränsen mellan Nord- och Sydkina. Gränsen mellan Songdynastin och Jindynastin ligger på denna karta utmed Huai, efter att jurchenerna erövrat norra Kina 1127.

Huaifloden flöt tidigare ända till havet genom nuvarande norra Jiangsuprovinsen. År  1194 flyttade Gula floden i norr första gången  sin bana söderut och kom då att då flytasamman med Huaifloden. Gula floden kom sedan att byta bana fram och tillbaka flera gånger under de följande 700 åren. Detta resulterade i så kraftiga avlagringar, att när Gula floden senast ändrade tillbaka till sin nordligare bana (1897), kunde Huai inte längre flyta sin gamla väg. I stället rinner den nu ut i Hongzesjön och går sedan söderut mot Yangtzefloden. Norra Jiangsus huvudbevattningskanal går idag ett litt stycke i Huaiflodens gamla lopp.
Huaiflodens ovanliga historia gör att den lätt råkar ut för översvämningar.